# NGC 2474
NGC 2474 é uma galáxia elíptica (E) localizada na direcção da constelação de Lynx. Possui uma declinação de +52° 51' 44" e uma ascensão recta de 7 horas, 58 minutos e 00,3 segundos.
A galáxia NGC 2474 foi descoberta em 17 de Março de 1790 por William Herschel.